# Moklik
Moklik (675 m n.p.m.) – szczyt w Górach Sanocko-Turczańskich.
Należy do grzbietu odbiegającego z jednego z wierzchołków (725 m n.p.m.) środkowej części Żukowa na południowy zachód. Zachodnie jego zbocza opadają do doliny potoku Paniszczówka, natomiast wschodnie – ku dolinie rzeki Czarnej. Ze szczytu odgałęziają się na zachód i wschód dwa krótkie ramiona, zaś główny grzbiet przebiega na południe, kulminując w Rosolińcu (601 m n.p.m.), a następnie obniżając się na zachód do doliny Czarnego. Nad zakolem Czarnego, u podnóża wschodniego ramienia (tzw. Berdo) znajduje się jaskinia Jahybta. Stoki są na ogół zalesione, jednak na wschód od szczytu jest punkt widokowy na odkrytym fragmencie zbocza eksponowanego na południe.
Na stokach Moklika położone były nieistniejące obecnie wioski: Paniszczów i Rosolin.
Przez masyw Moklika nie prowadzą szlaki turystyczne.